# Thelypteris shaferi
Thelypteris shaferi är en kärrbräkenväxtart som först beskrevs av William Ralph Maxon och C. Chr., och fick sitt nu gällande namn av Duek. Thelypteris shaferi ingår i släktet Thelypteris och familjen Thelypteridaceae. Inga underarter finns listade.